# Brunt-ijsplateau

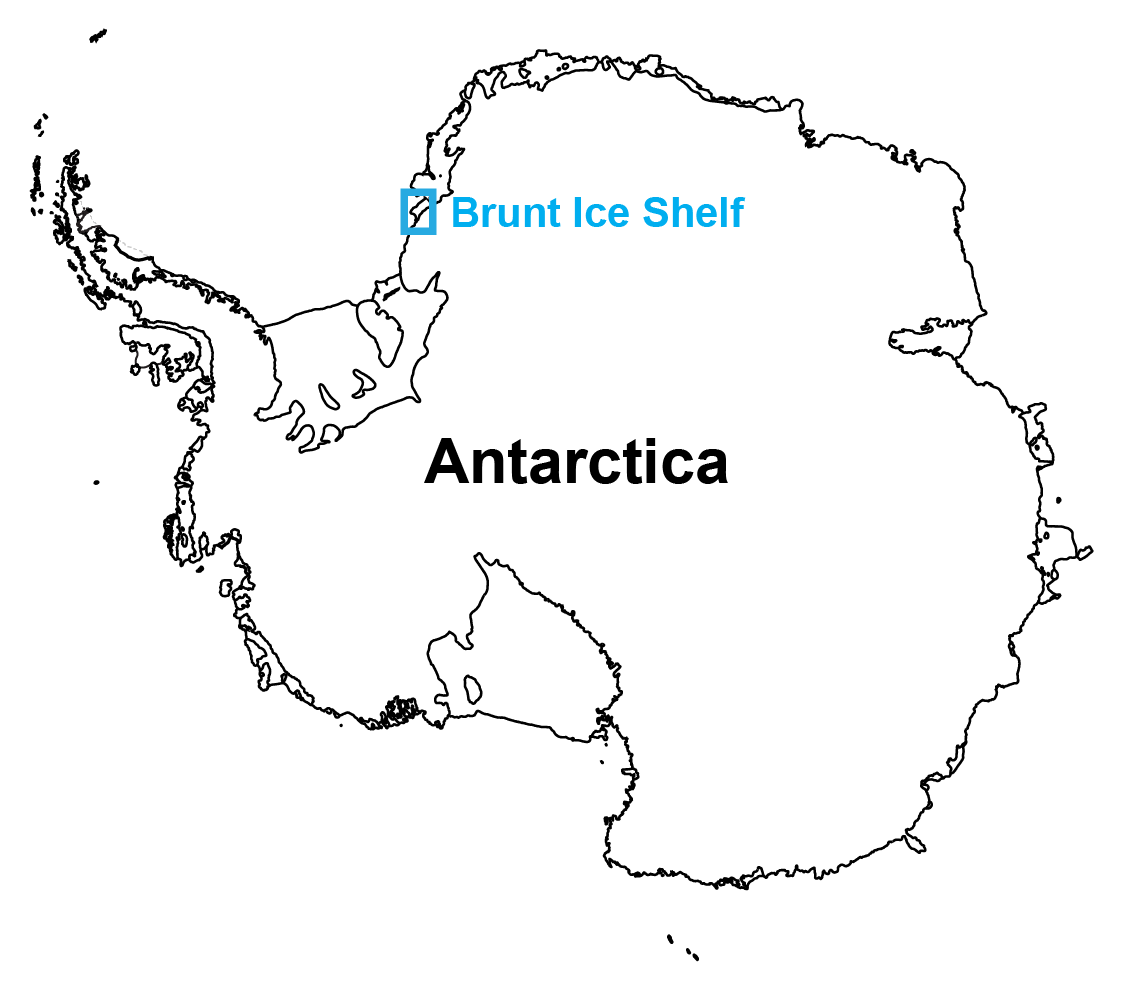
Brunt-ijsplateau.

Het Brunt-ijsplateau grenst aan de Antarctische kust van Coats Land tussen de Dawson-Lambtongletsjer en de Stancomb-Willsgletsjer. Het werd vernoemd naar David Brunt, Brits meteoroloog die als secretaris van de Royal Society de expeditie van de Society naar deze ijsplaat in 1955 organiseerde.
De basis van deze expeditie werd later het Halley Research Station, een van de onderzoeksstations die in 1985 bijdroegen tot de ontdekking van het gat in de ozonlaag. 

## Afkalving en ijsbergen

IJsberg A-81 breekt af van het Brunt-ijsplateau.

In 2012 begonnen de tot dan toe stabiele grote kloven in de ijsplaat (scheuren die helemaal doorlopen tot aan de zee) uit te zetten, waardoor op termijn ijsbergen zouden afbreken. Op 26 februari 2021 brak de 1.270 km2 grote ijsberg A-74 los van de noordelijk gelegen ijsplaat. In januari 2023 volgde ijsberg A-81 (ca. 1.150 km2).